# Johannes Mischo
Johannes Mischo (* 8. August 1930 in Haustadt; † 16. August 2001 in Freiburg im Breisgau) war Parapsychologe an der Albert-Ludwigs-Universität Freiburg.
Nach dem Diplom in Psychologie in Heidelberg 1960 wurde Mischo Assistent von Hans Bender am Institut für Grenzgebiete der Psychologie und Psychohygiene e. V. in Freiburg im Breisgau. Seine Habilitation 1973 war die erste in Deutschland über ein parapsychologisches Thema. 1974 wurde er Professor (Ordinarius) und nach Benders Tod 1991 dessen Nachfolger als Direktor des erwähnten Instituts. Das blieb er auch nach seiner Emeritierung an der Universität Freiburg im Jahre 1998 bis zu seinem Tod. Sein Nachfolger dort ist Dieter Vaitl. Der Lehrstuhl für Psychologie und Grenzgebiete der Psychologie wurde inzwischen in Pädagogische Psychologie umgewidmet.